# Ioan Nicolaescu
Ioan Nicolaescu (n. 21 septembrie 1940) este un senator român în legislatura 2000-2004 ales în județul Mureș pe listele partidului PDSR care a devenit PSD în iunie 2001. În cadrul activității sale parlamentare, Ioan Nicolaescu a fost membru în grupurile parlamentare de prietenie cu Regatul Suediei și Australia. Ioan Nicolaescu a înregistrat 46 de luări de cuvânt în 33 de ședințe parlamentare și a inițiat 5 propuneri legislative din care 3 au fost promulgate legi.  Ioan Nicoalescu a fost membru în comisia pentru învățământ, știință, tineret și sport.  